# Dudi Sela
Dudi Sela (hebräisch דודי סלע; * 4. April 1985 in Kirjat Schmona) ist ein ehemaliger israelischer Tennisspieler.

## Karriere
Dudi Sela begann im Alter von 7 Jahren mit dem Tennissport. In seiner Jugend gewann Sela 2003 im Doppel mit György Balázs das Juniorenturnier der French Open, im Einzel erreichte er im selben Jahr beim Juniorenturnier der US Open das Halbfinale, wo er gegen Marcos Baghdatis verlor. Seinen ersten Titel auf der Junior Tour gewann er im April 2000 in Haifa im Doppel mit seinem Landsmann Idan Ben Harosch. 2001 gewann er in Korfu ebenfalls im Doppel und erreichte im Einzel außerdem das Finale. Im April 2001 gewann er seinen ersten Einzeltitel in Castricum. Seine beste Platzierung in der Junior-Weltrangliste war ein 9. Rang im Einzel sowie ein 16. Rang im Doppel, die er 2002 bzw. 2003 erreichte.
2002 wurde er Profi, drei Jahre später gewann er auf der ATP Challenger Tour hintereinander die Turniere in Vancouver und Lexington. 2006 hat er mit fünf Turniersiegen beim USTA Pro Circuit, einer Reihe von Future-Turnieren in den USA, mehr Männereinzeltitel gewonnen als jeder andere. Im Juli 2007 verlor er das Finale des Challengers in Córdoba. Im Oktober kam er in Tokio erstmals in ein Viertelfinale bei einem Turnier der ATP Tour und verlor gegen den späteren Finalisten Richard Gasquet. 2008 folgte in Peking das erste Einzelfinale auf der ATP Tour; er musste sich dem favorisierten US-Amerikaner Andy Roddick geschlagen geben.
Nach guten Ergebnissen im Jahr 2009 bei den Australian Open, in Memphis und in ’s-Hertogenbosch, erzielte er sein bestes Grand-Slam-Resultat in Wimbledon. Nach Siegen über Stefan Koubek, Rainer Schüttler und den an 15 gesetzten Spanier Tommy Robredo zog Sela ins Achtelfinale ein, wo er Novak Đoković unterlag. Nach diesem Turnier erreichte er mit Platz 29 der Weltrangliste die beste Ranglistenposition seiner Karriere. Auch im Doppel war das Achtelfinale seine beste Runde, sowohl 2009 mit Lu Yen-hsun als auch 2017 mit Steve Darcis erreichte er diese Runde bei den US Open.
Anfang 2010 schied er im Halbfinale von Chennai gegen Stan Wawrinka aus. In den nächsten Jahren etablierte er sich auf der World Tour, spielte aber auch weiterhin einige Challenger-Turniere, wo er sich mehrere Titel sichern konnte. Im Jahr 2014 erreichte er sein zweites und letztes Einzelfinale auf der World Tour. Die Finalpartie von Atlanta gewann John Isner gegen ihn. Seinen einzigen Titel auf der World Tour gewann Sela im Mai 2016. Gemeinsam mit Flavio Cipolla gewann er den Doppeltitel in Istanbul, nachdem sie die Paarung Andrés Molteni und Diego Schwartzman in drei Sätzen geschlagen haben. 2016 nahm er an den Olympischen Sommerspielen teil, in der zweiten Runde verlor er gegen David Goffin.
Nachdem die ATP Tour 2020 aufgrund der weltweiten COVID-19-Pandemie mehrere Monate ausgesetzt worden war, spielte Sela im Juni 2021 erstmals wieder bei einem internationalen Turnier. Er spielte 2022 und 2023 ausschließlich Qualifikationen zu Grand-Slam-Turnieren, konnte sich jedoch für keine Hauptrunde mehr qualifizieren.
2005 spielte Sela erstmals für Israel im Davis Cup, bis 2019 trat er in 30 Begegnungen an. Er gewann 26 von 56 Matches.
Anfang 2022 kündigte Sela an, dass dies seine letzte Saison im professionellen Bereich ist und trat zurück.

## Persönliches
Dudi Selas Eltern, eine Krankenschwester und ein Busfahrer, wanderten von Rumänien aus nach Israel ein. Sela wuchs mit einer Schwester und zwei Brüdern auf.
Er ist verheiratet und hat Kinder.

## Erfolge
| Legende (Einzel)                                 |
| Grand Slam                                       |
| Tennis Masters Cup                               |
| ATP Masters Series ATP World Tour Masters 1000   |
| ATP International Series Gold ATP World Tour 500 |
| ATP International Series ATP World Tour 250 (1)  |
| ATP Challenger Tour (28)                         |

| ATP-Titel nach Belag |
| Hartplatz (0)        |
| Sand (1)             |
| Rasen (0)            |

### Einzel

#### Turniersiege
| Nr. | Datum             | Turnier       | Belag     | Finalgegner             | Ergebnis        |
| --- | ----------------- | ------------- | --------- | ----------------------- | --------------- |
| 1.  | 14. Juli 2003     | Toljatti (1)  | Hartplatz | Juan Pablo Brzezicki    | 6:2, 6:4        |
| 2.  | 25. Juli 2005     | Lexington     | Hartplatz | Bobby Reynolds          | 6:3, 3:6, 6:4   |
| 3.  | 1. August 2005    | Vancouver (1) | Hartplatz | Paul Baccanello         | 6:2, 6:3        |
| 4.  | 16. Juli 2007     | Toljatti (2)  | Hartplatz | Michail Ledowskich      | 7:6, 6:3        |
| 5.  | 22. Oktober 2007  | Seoul         | Hartplatz | Konstantinos Economidis | 6:4, 6:4        |
| 6.  | 19. November 2007 | Yokohama      | Hartplatz | Takao Suzuki            | 6:7, 6:4, 6:2   |
| 7.  | 3. August 2008    | Vancouver (2) | Hartplatz | Kevin Kim               | 6:3, 6:0        |
| 8.  | 2. Mai 2010       | Rhodos        | Hartplatz | Rainer Schüttler        | 7:63, 6:3       |
| 9.  | 9. August 2010    | Vancouver (3) | Hartplatz | Ričardas Berankis       | 7:5, 6:2        |
| 10. | 15. Mai 2011      | Busan (1)     | Hartplatz | Tatsuma Itō             | 6:2, 6:75, 6:3  |
| 11. | 21. Mai 2011      | Fargʻona      | Hartplatz | Greg Jones              | 6:2, 6:1        |
| 12. | 11. Juni 2011     | Nottingham    | Rasen     | Jérémy Chardy           | 6:4, 3:6, 7:5   |
| 13. | 2. September 2012 | Bangkok       | Hartplatz | Yūichi Sugita           | 6:1, 7:5        |
| 14. | 19. Mai 2013      | Busan (2)     | Hartplatz | Alex Bogomolow          | 6:1, 6:4        |
| 15. | 28. Juli 2013     | Astana        | Hartplatz | Michail Kukuschkin      | 5:7, 6:2, 7:66  |
| 16. | 13. Oktober 2013  | Taschkent     | Hartplatz | Teimuras Gabaschwili    | 6:1, 6:2        |
| 17. | 12. April 2015    | Batman        | Hartplatz | Blaž Kavčič             | 6:75, 6:3, 6:3  |
| 18. | 23. August 2015   | Vancouver (4) | Hartplatz | John-Patrick Smith      | 6:4, 7:5        |
| 19. | 1. November 2015  | Suzhou        | Hartplatz | Matija Pecotić          | 6:1, 1:0 aufgg. |
| 20. | 27. März 2016     | Shenzhen      | Hartplatz | Wu Di                   | 6:4, 6:3        |
| 21. | 14. Januar 2017   | Canberra      | Hartplatz | Jan-Lennard Struff      | 3:6, 6:4, 6:3   |
| 22. | 18. Juni 2017     | Nottingham    | Rasen     | Thomas Fabbiano         | 4:6, 6:4, 6:3   |
| 23. | 9. Juni 2019      | Little Rock   | Hartplatz | Lee Duck-hee            | 6:1, 4:3 aufgg. |

#### Finalteilnahmen
| Nr. | Datum              | Turnier | Belag     | Finalgegner  | Ergebnis       |
| --- | ------------------ | ------- | --------- | ------------ | -------------- |
| 1.  | 28. September 2008 | Peking  | Hartplatz | Andy Roddick | 4:6, 7:66, 3:6 |
| 2.  | 28. Juli 2014      | Atlanta | Hartplatz | John Isner   | 3:6, 4:6       |

### Doppel

#### Turniersiege

##### ATP World Tour
| Nr. | Datum       | Turnier  | Belag | Partner        | Finalgegner                      | Ergebnis         |
| --- | ----------- | -------- | ----- | -------------- | -------------------------------- | ---------------- |
| 1.  | 1. Mai 2016 | Istanbul | Sand  | Flavio Cipolla | Andrés Molteni Diego Schwartzman | 6:3, 5:7, [10:7] |

##### ATP Challenger Tour
| Nr. | Datum             | Turnier    | Belag     | Partner          | Finalgegner                        | Ergebnis          |
| --- | ----------------- | ---------- | --------- | ---------------- | ---------------------------------- | ----------------- |
| 1.  | 18. November 2007 | Kaohsiung  | Hartplatz | Prakash Amritraj | Rik De Voest Pierre-Ludovic Duclos | 6:4, 7:64         |
| 2.  | 22. Juli 2012     | Binghamton | Hartplatz | Harel Srugo      | Adrien Bossel Michael McClune      | 6:2, 3:6, [10:8]  |
| 3.  | 31. März 2013     | Le Gosier  | Hartplatz | Wang Yeu-tzuoo   | Philipp Marx Florin Mergea         | 6:1, 6:2          |
| 4.  | 25. Oktober 2015  | Ningbo     | Hartplatz | Amir Weintraub   | Nikola Mektić Franko Škugor        | 6:3, 3:6, [10:6]  |
| 5.  | 27. Januar 2019   | Burnie     | Hartplatz | Lloyd Harris     | Mirza Bašić Tomislav Brkić         | 6:3, 6:73, [10:8] |